# إيفون وود
إيفون وود (بالإنجليزية: Yvonne Wood)‏ هي مصممة أزياء تقليدية أمريكية، ولدت في 27 سبتمبر 1914 في لوس أنجلوس في الولايات المتحدة، وتوفيت في 14 يناير 1999 في سولفانغ في الولايات المتحدة.

## معرض صور

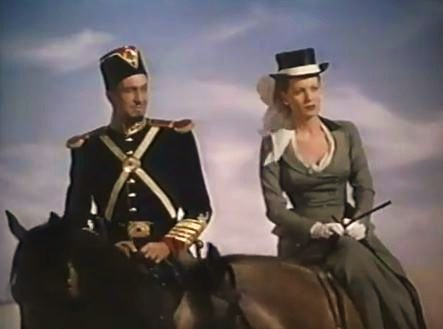
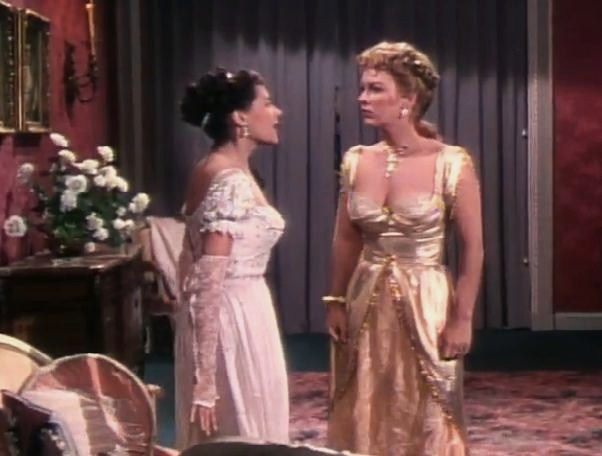
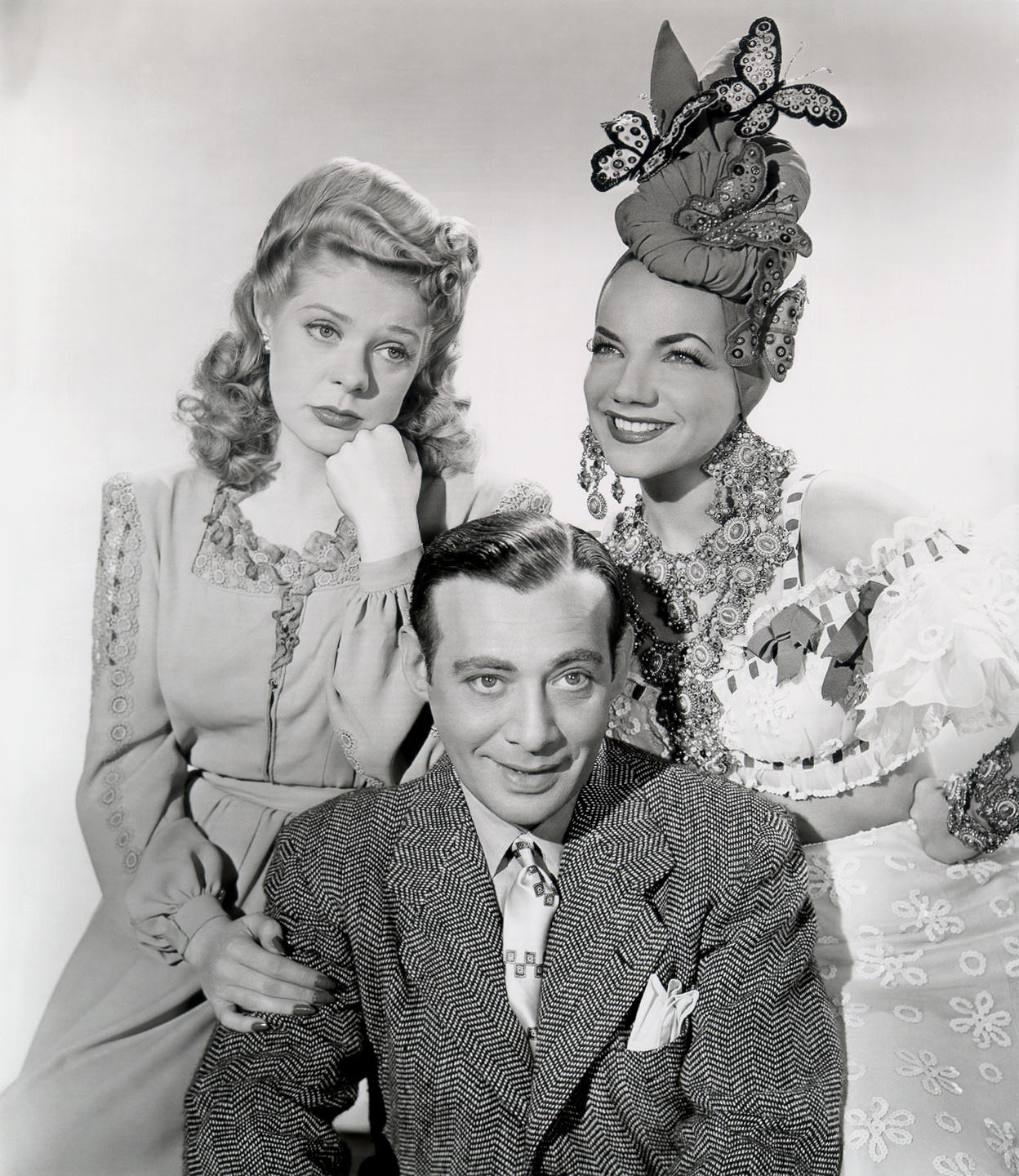
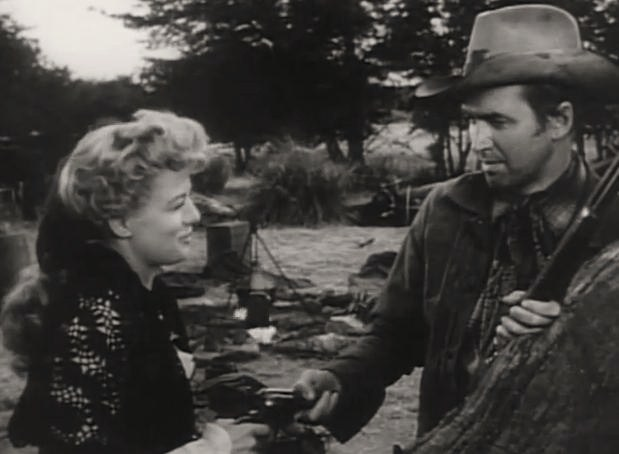

## وصلات خارجية
- إيفون وود على موقع IMDb (الإنجليزية)
- إيفون وود على موقع قاعدة بيانات الفيلم (الإنجليزية)